# Brezova Reber pri Dvoru
Brezova Reber pri Dvoru je naselje v Občini Žužemberk.